# 全国中间派党
全国中间派党（阿拉伯语：‎）是一个利比亚中间派政党，由前过渡性石油部长Ali Tarhouni于2011年10月23日领导成立。

## 政治理念
追求民主自由与温和法治的社會立场。

## 议会选举
该党在2012年利比亚国民议会选举中获得2个政党席位。